# Discografia Mariei Haiduc
Discografia Mariei Haiduc constă în discuri de vinil editate la Electrecord.
| An   | Nr. Cat.                                         | Piese | Acompaniament |
| ---- | ------------------------------------------------ | --- | --- |
| 1964 | EPD 1038 Muzică populară ardelenească            | 1. Bădița care mă place | Orchestra de muzică populară a Filarmonicii de Stat din Oradea                                                     |
| 1969 | EPC 10.068 Bădișor mustață neagră                | 1. Bădișor mustață neagră 2. Bade, eu de-aș ști hori 3. Aluniș cu frunza-n Criș 4. De-aici până la Oradea 5. Badea cu ochii de mure | Orchestra Populară a Filarmonicii din Oradea (3,4,5) Dirijor George Mițin-Vărieșescu; Orchestra George Vancu (1,2) |
| 1975 | 45-EPC 10.419 Mărita-m-aș mărita                 | 1. Mărita-m-aș mărita 2. Lumea zice că eu cânt 3. Șapte perne-ntr-un coștei 4. Nuntă mare ca-n Bihor 5. Crișule pe malul tău | Orchestra George Vancu (1,2,3) Orchestra Populară a Filarmonicii din Oradea (4,5) Dirijor George Mițin-Vărieșescu  |
| 1976 | 45-STM-EPC 10.508 M-o făcut măicuța mea          | 1. M-o făcut măicuța mea 2. Cântec de nuntă 3. Fir-ai bade râs în lume 4. Din Inad până-n Căbești | Orchestra ansamblului „Crișana“ din Oradea dirijor Alexandru Viman                                                 |
| 1976 | STM-EPE 01216 Ensemble Folklorique Crișana       | B4. Neamul meu e neam de rând | Orchestra ansamblului „Crișana“ din Oradea dirijor Alexandru Viman                                                 |
| 1978 | STM-EPE 01482 Nunta la români- Bihor             | A1c- N-auzi maică câinii bat C4e- Auzit-am auzit | |
| 1979 | STC 0075 Interpreți de muzică populară bihoreană | B1. Gura mea ca cetera B2. Mândru îi cerul cu stele B3. În patru cornuri de masă | Orchestra George Vancu                                                                                             |
| 1979 | STM-EPE 01532 Mândru îi cerul cu stele           | 1. Gura mea ca cetera 2. În patru cornuri de masă 3. Cucule, cucuțule 4. Are mama două fete 5. Cântec de leagăn 6. Mândru îi cerul cu stele 7. Fetele din satul meu 8. De-aș fi pasăre să cânt 9. Cântec de cătănie 10. Mers-am maică de la voi 11. Măi bădiță, măi Ionuț 12. Toată lumea zice-așa | Orchestra George Vancu                                                                                             |
| 1982 | STC 00178 Interpreți bihoreni                    | 1. Gura mea ca cetera 2. În patru cornuri de masă 3. Cucule, cucuțule 4. Are mama două fete 5. Cântec de leagăn 6. Mândru îi cerul cu stele 7. De-aș fi pasăre să cânt 8. Cântec de cătănie 9. Mers-am maică de la voi | Orchestra George Vancu                                                                                             |
| 1983 | ST-EPE 02295 Drag mi-i danțul, bată-l focul      | 1. Drag mi-i danțul, bată-l focul 2. Și-așa zice a mea gură 3. Bătrânețe, cum v-aș da 4. Rău îmi pare după lume 5. Cine m-aude cântând 6. Drag mi-i mie codrul verde 7. Sănătate, nan'anuță 8. Ce te uiți bade, la mine 9. Drag mi-i danțul din bătrâni 10. Noi merem după mireasă 11. Cucule, te-oi întreba 12. Trandafir mândru din iarbă | Orchestra George Vancu                                                                                             |
| 2005 | EDC 670 Crișule, pe malul tău                    | 1. Dragă mi-i pălinca-n iagă 2. Gura mea ca cetera 3. În patru colțuri de masă 4. Are mama două fete 5. Cântec de leagăn 6. Mândru îi cerul cu stele 7. Fetele din satul meu 8. De-aș fi pasăre să cânt 9. Cântec de cătănie 10. Mers-am maică de la voi 11. Măi bădiță, măi Ionuț 12. Toată lumea zice-așa 13. Lumea zice că eu cânt 14. Crișule, pe malul tău 15. De-aici până la Oradea 16. Badea cu ochii de mure 17. M-o făcut măicuța mea 18. Cântec de nuntă 19. Fir-ai bade râs în lume 20. Din Inand până-n Căbești 21. Cucule, cucuțule 22. Rău îmi pare după lume 23. Drag mi-i danțul, bată-l focul 24. Și-așa zice a mea gură 25. Bătrânețe, cum v-aș da 26. Cine m-aude cântând 27. Drag mi-i mie codrul verde 28. Ce te uiți bade, la mine 29. Drag mi-i danțul din bătrâni 30. Noi merem după mireasă 31. Cucule, te-oi întreba 32. Trandafir mândru din iarbă | |

Discografia Mariei Haiduc constă în discuri de vinil editate la Electrecord.
1. ↑  Înregistrări Radio
2. ↑  Sănătate, nan'anuță